# 道の駅よって西土佐
道の駅 よって西土佐（みちのえき よってにしとさ）は、高知県四万十市にある国道441号の道の駅である。

## 沿革
- 2015年11月5日 第44回登録によって道の駅として登録される事が決定。
- 2016年3月31日 現在の設備に建て替えられて整備完了。設備試験運用によるプレオープンとして設備の一般仮供与を開始。
- 2016年4月10日 試験運用終了。正規の道の駅として開駅、正運用開始。

## 主な施設
- 駐車場
  - 普通車：40台
  - 大型車：1台
- トイレ（いずれも24時間利用可能）
  - 15器
- 公衆電話
- 西土佐食堂 ※営業時間は、10:00 - 16:00
- 水々しい市場(野菜・お土産品売場)※営業時間は、7:30 - 18:00
- ストローベイルSANKANYA(スウィーツカフェ)※営業時間は、10:00 - 17:00
- 鮎市場（四万十川西部漁業協同組合）※営業時間は、8：30　-　17：00

## 休館日
- 12/31 - 1/2
- 12月 - 2月の火曜日（祝日の場合は営業）

## 施設整備
・設計監理：(株)寒川建築研究所
・施工(建築)：(株)山沖建設
・施工(電気)：(有)野並電工
・施工(機械)：(株)中村住設
・施工(展望デッキ)：(有)沖建築

## 周辺
- 四万十・川の駅 カヌー館
- JR四国 江川崎駅